# Cibotium menziesii
Cibotium menziesii är en ormbunkeart som beskrevs av William Jackson Hooker. Cibotium menziesii ingår i släktet Cibotium och familjen Cibotiaceae. Inga underarter finns listade.

## Bildgalleri

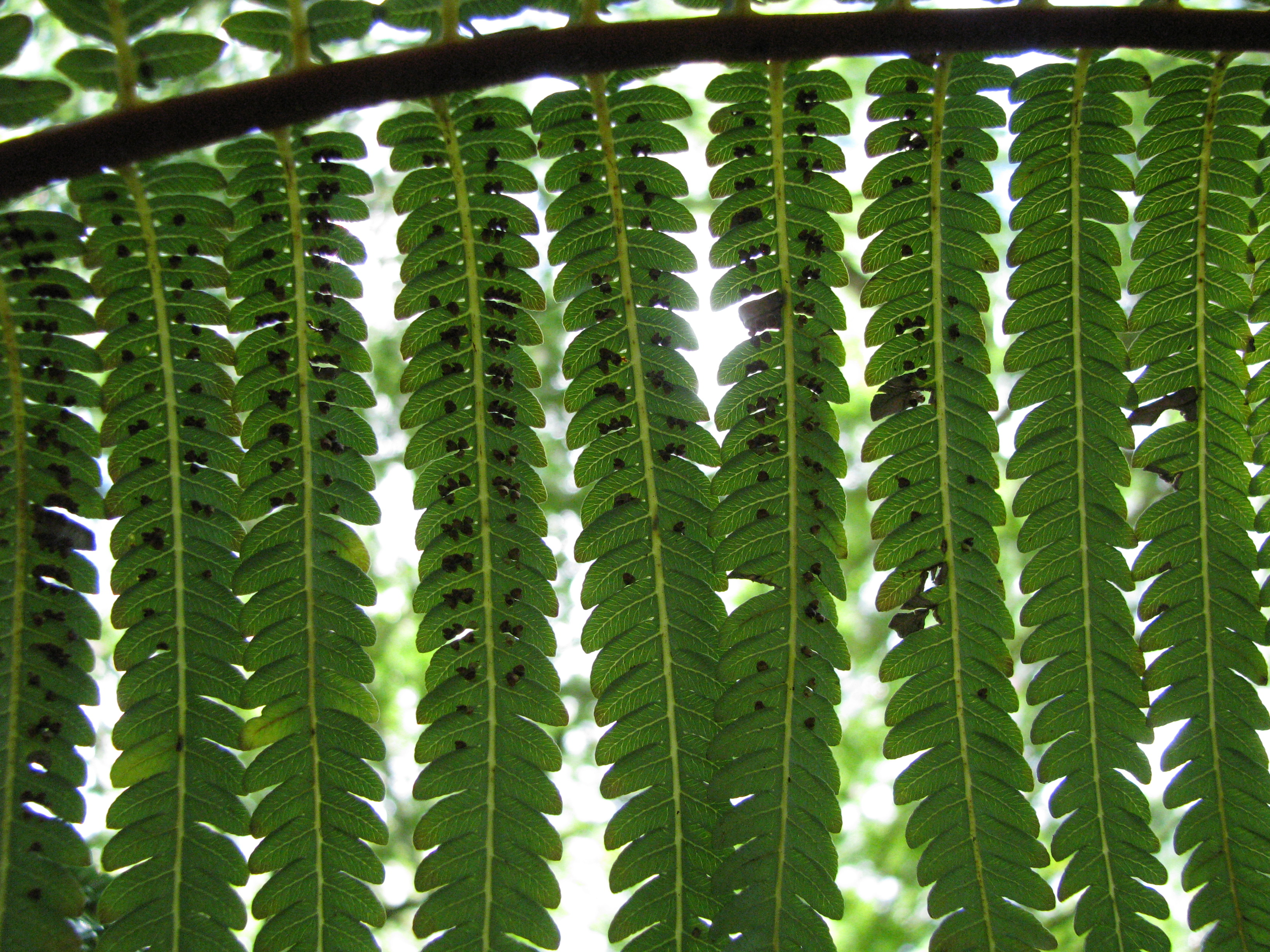
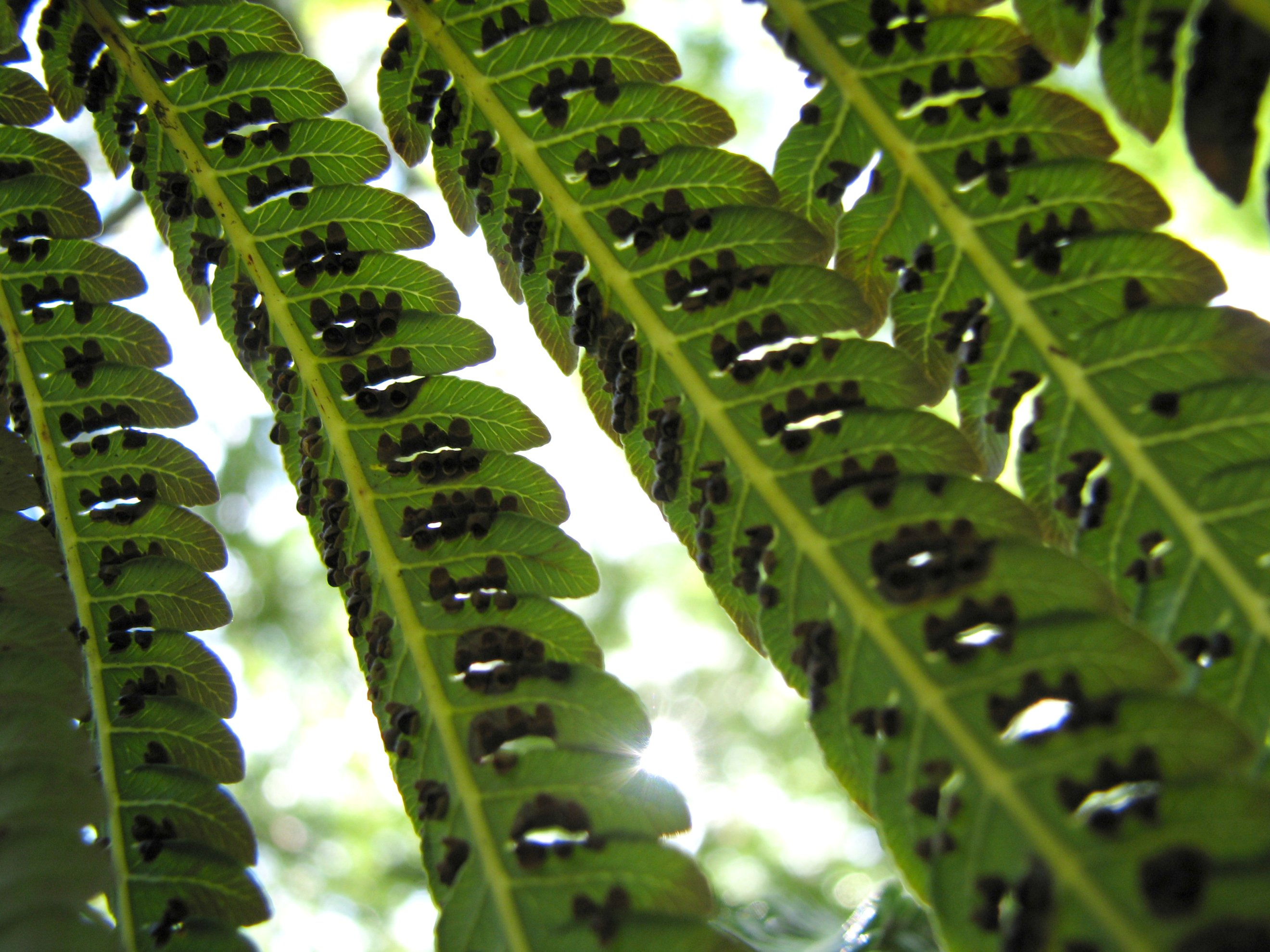
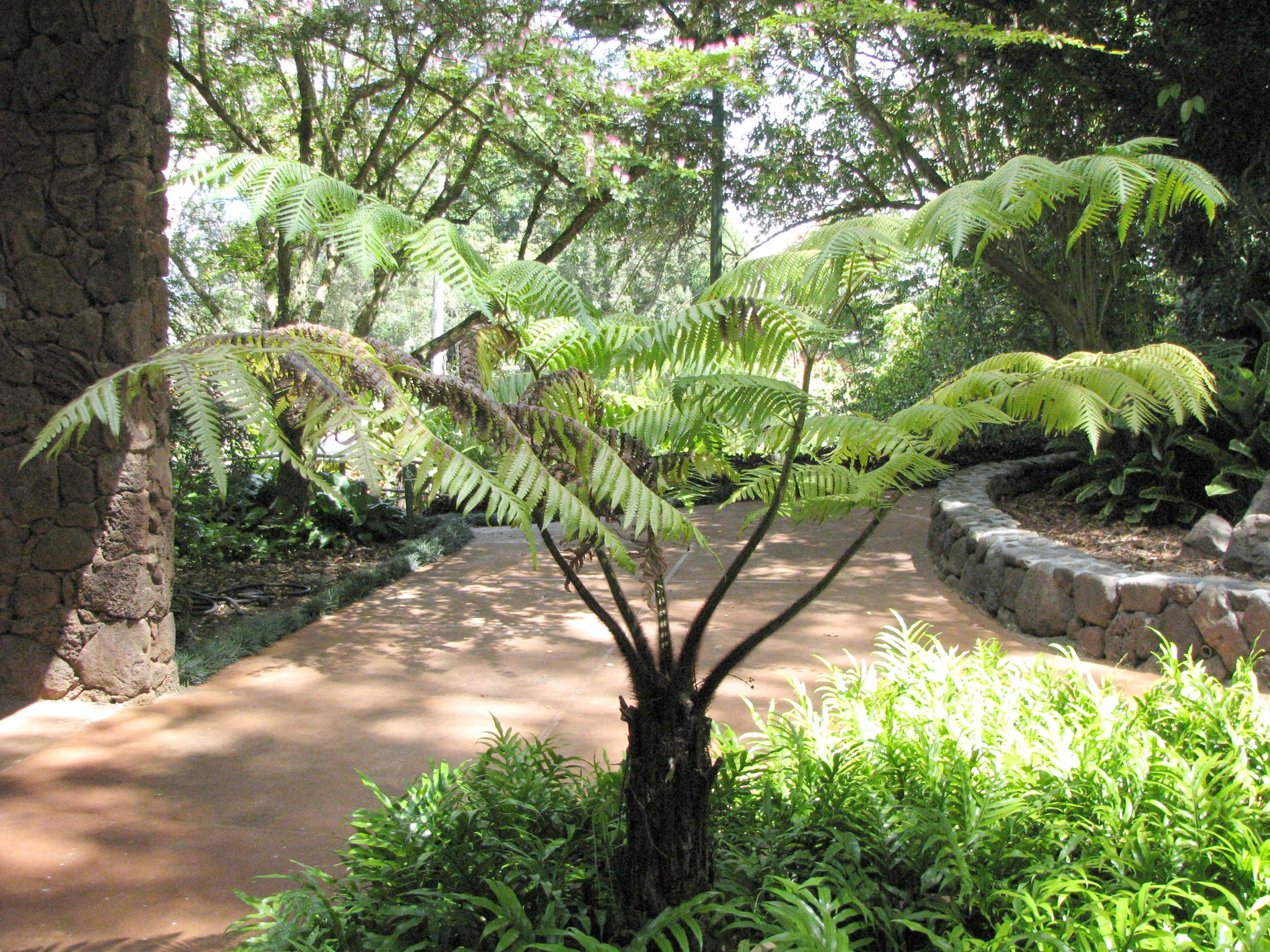
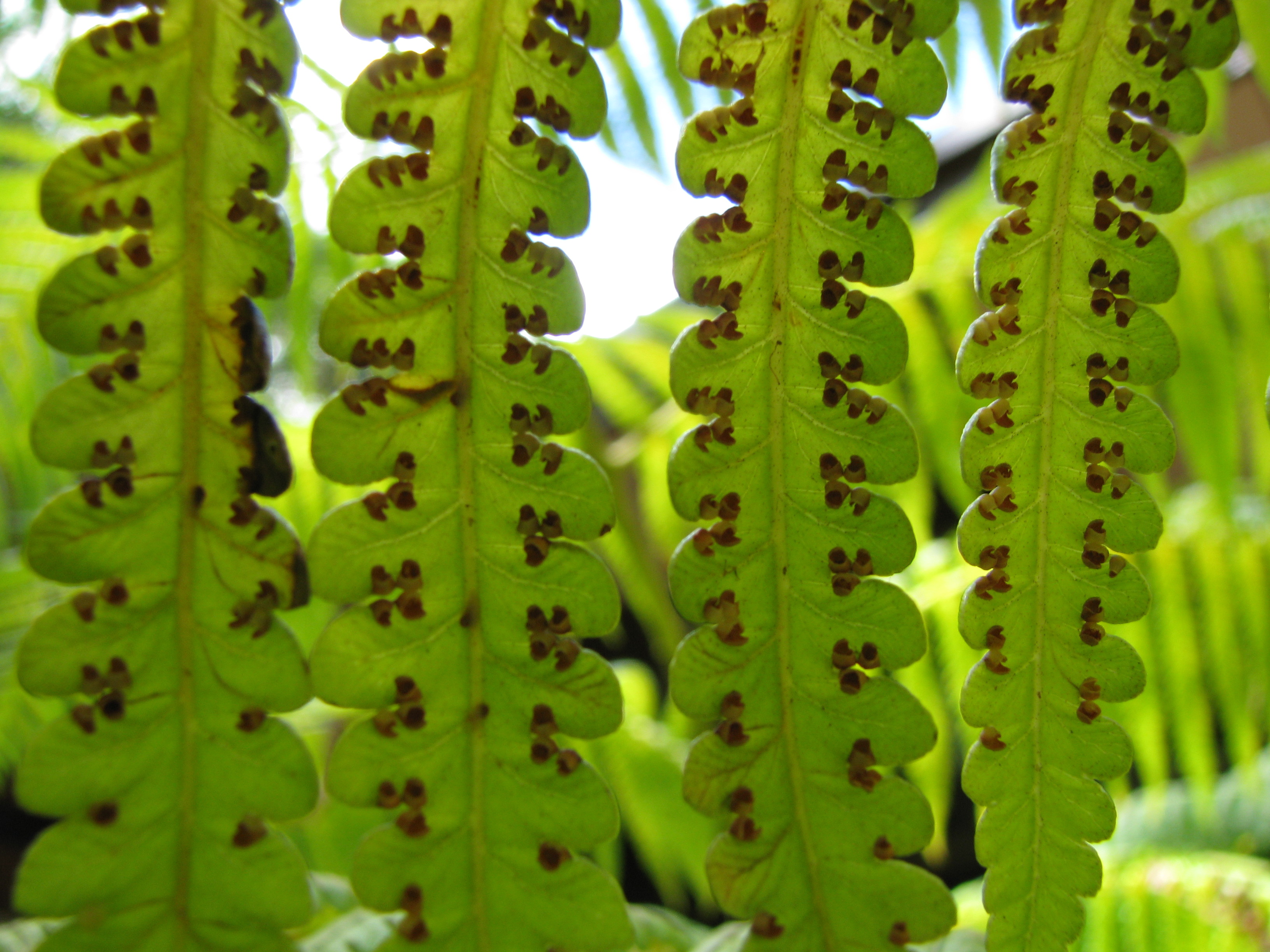
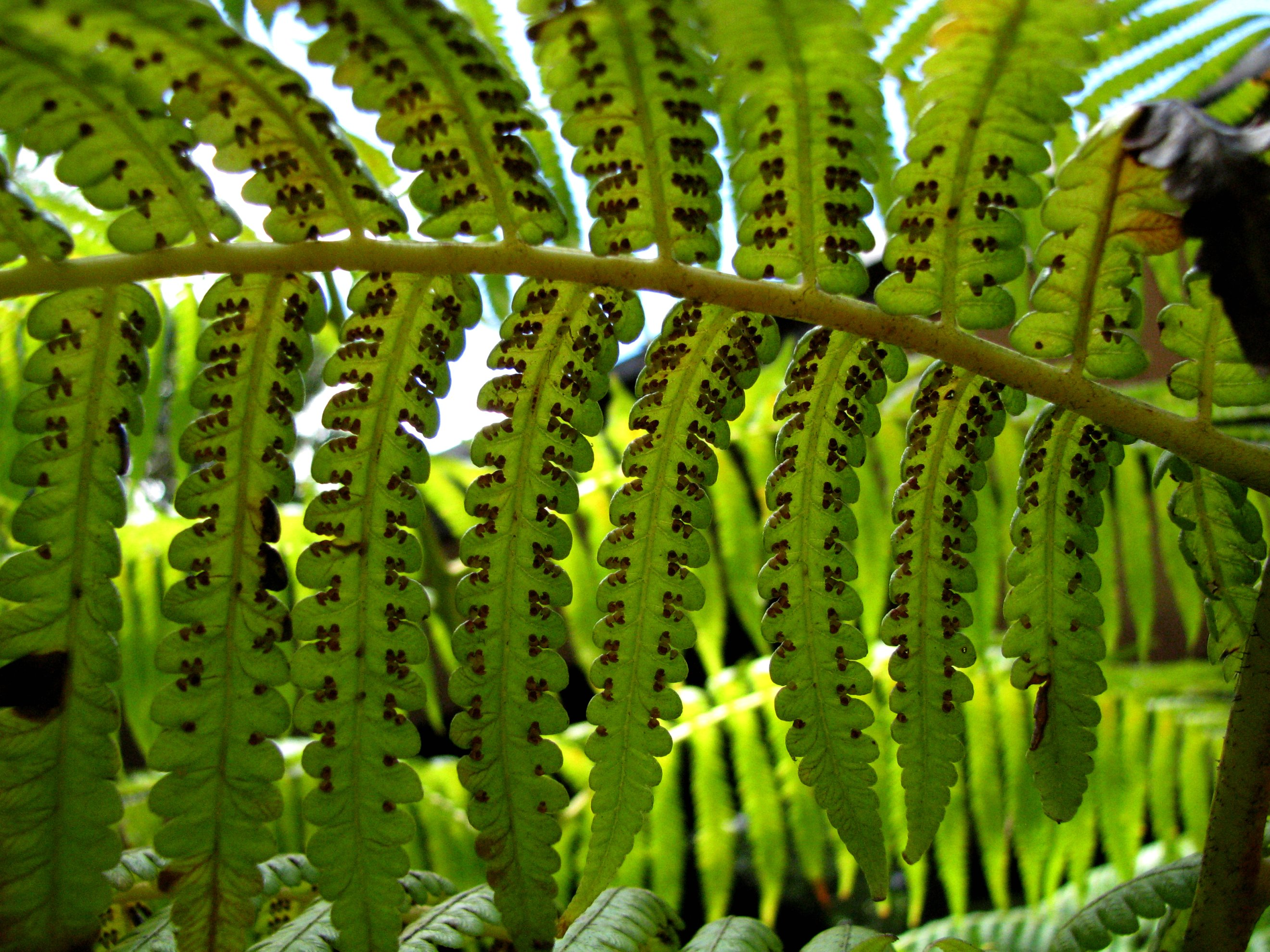
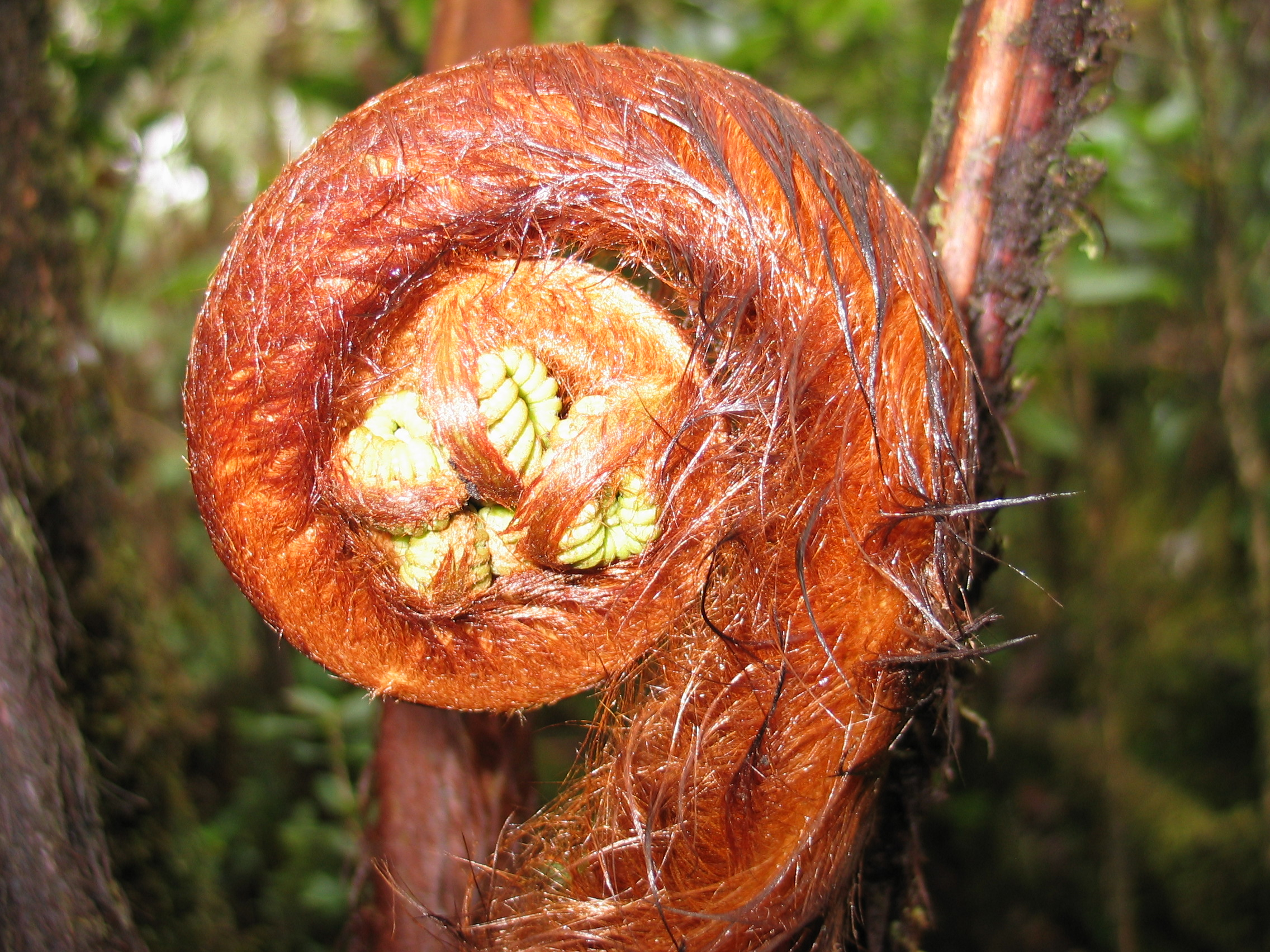